# إي. لين هاريس
إي. لين هاريس (بالإنجليزية: E. Lynn Harris)‏‏ (20 يونيو 1955 في فلينت - 23 يوليو 2009 في لوس أنجلوس) كاتب سيناريو، وروائي، وكاتب من الولايات المتحدة.

## الجوائز
- جائزة لامدا الأدبية

## روابط خارجية
- إي. لين هاريس على موقع IMDb (الإنجليزية)
- إي. لين هاريس على موقع الموسوعة البريطانية (الإنجليزية)
- إي. لين هاريس على موقع إن إن دي بي (الإنجليزية)